# دیوید پلات (بازیکن فوتبال)
دیوید پلات (به انگلیسی: David Platt) بازیکن فوتبال زادهٔ ۱۰ ژوئن ۱۹۶۶ اهل انگلستان بود که سابقهٔ بازی در تیم ملی فوتبال انگلستان را در کارنامهٔ خود دارد. وی در تاریخ ۱۵ نوامبر ۱۹۸۹ نخستین بازی ملی خود را در مقابل تیم ملی فوتبال ایتالیا انجام داد و با حضور در ۶۲ بازی ملی، در تاریخ ۲۶ ژوئن ۱۹۹۶ واپسین بازی ملی‌اش را در برابر تیم ملی فوتبال آلمان برگزار کرد.
این بازیکن توانسته در بازی‌های ملی، ۲۷ گل به ثمر برساند.